# جيمس دبليو. وود
جيمس دبليو. وود (بالإنجليزية: James W. Wood)‏ هو ضابط وطيار أمريكي، ولد في 9 أغسطس 1924 في باراغولد في الولايات المتحدة، وتوفي في 1990 في ملبورن في الولايات المتحدة.